# Pan-čchiao (Tchaj-wan)
Pan-čchiao (tradiční znaky: 板橋; tongyong pinyin: Bǎnciáo; hanyu pinyin: Bǎnqiáo; tchajwansky: Pang-kiô; český překlad: prkenný most) je bývalé město na Tchaj-wanu které dnes tvoří jeden z 29 obvodů speciální obce Nová Tchaj-pej. Rozkládá se na ploše 23,16 km² a má 544 004 obyvatel (leden 2016). Je součástí aglomerace Tchaj-peje.
Čtvrť je součástí systému Tchajpejského metra (台北捷運) a je napojeno na trať Tchajwanské rychlodráhy (台灣高速鐵路). Ve čtvrti se také nachází Tchajwanská univerzita umění (國立台灣藝術大學; National Taiwan University of Arts).
Nachází se zde také rodinné sídlo Linů (Lin Family Mansion and Garden, 林本源園邸 ), jedna ze čtyř velkých historických zahradních rezidencí na Tchaj-wanu.

## Rodáci
- Chang Chao-Tang – fotograf (1943–2024)